# Toronto Zagreb
Toronto Zagreb je hrvatski nogometni klub iz Kanade osnovan 1970. godine. Član je Hrvatskog nacionalnog nogometnog saveza Kanade i SAD. Klub je bio domaćin Hrvatskog nacionalnog nogometnog turnira SAD-a i Kanade 1986. i 2003. godine.